# К'ан-Мааш
К'ан-Мааш (д/н — 801) — останній ахав Йахк'інахка у 799—801 роках.

## Життєпис
Походив з правлячої династії. Син ахава Тахаль-Чан-Ака. Про дату народження нічого невідомо. У день 9.18.5.0.0, 4 Ахав 13 Кех (15 вересня 795 року) разом з батьком грав у м'яч. Ймовірно, цим підтверджувався статус К'ан-Мааша як спадкоємця.
Після смерті батька у 799 році успадкував владу. Втім стосовно його панування замало відомостей. Намагався продовжувати політику попередника. На підтвердження цього наказав зобразити себе поруч з Тахаль-Чан-Ахком з боків стели 1 (9.18.10.0.0, 10 Ахав 8 Сак — 19 серпня 800 року). На маркері 3 К'ан-Мааш носить титул священного володаря Йахк'інахка та священного володаря Мачакіли.
У 800 році стикнувся з повстання представника мачакільської династії Ах-О'-Баак. Протягом 800—801 років війська Йахк'інахка зазнали нищівної поразки. Столицю Йак-К'ан було сплюндровано, а К'ан-Мааша було разом з родиною було вбито. У результаті царство й династія занепали. Поховано вбитого ахава в Похованні 77.